# Pierwiastki biofilne

Pierwiastki CHNOPS – C-węgiel, H-wodór, N-azot, O-tlen, P-fosfor, S-siarka – stanowią podstawowy składnik życia na Ziemi.

Pierwiastki biofilne, pierwiastki biogenne, nutrienty, biopierwiastki, bioelementy – niezbędne do życia pierwiastki chemiczne występujące w każdym organizmie żywym, pełniące wyjściową rolę do przemiany materii, prawidłowego rozwoju i budowy tegoż organizmu. Zalicza się do nich m.in.:
- węgiel
- wodór
- azot
- tlen
- fosfor
- siarkę

Elementy te wchodzą w skład makroelementów, które razem z mikroelementami tworzą chemiczne składniki organizmów. Dla określenia kompletnego składu pierwiastkowego danego organizmu wprowadzony został termin jonom, a nauka zajmująca się tym zagadnieniem to jonomika.